# 케라스
케라스(Keras)는 파이썬으로 작성된 오픈 소스 신경망 라이브러리이다. MXNet, Deeplearning4j, 텐서플로, Microsoft Cognitive Toolkit 또는 Theano 위에서 수행할 수 있다. 딥 신경망과의 빠른 실험을 가능케 하도록 설계되었으며 최소한의 모듈 방식의 확장 가능성에 초점을 둔다. ONEIROS(Open-ended Neuro-Electronic Intelligent Robot Operating System) 프로젝트의 연구적 노력의 일환으로 개발되었으며 주 개발자이자 유지보수자는 구글의 엔지니어 프랑소아 숄레(Francois Chollet)이다.
2017년, 구글의 텐서플로(Tensorflow) 팀은 텐서플로의 코어 라이브러리에 케라스를 지원하기로 결정하였다. Chollet는 케라스가 단대단(end-to-end) 기계 학습 프레임워크가 아닌 인터페이스의 역할을 염두에 두었다. 더 높은 수준의 더 직관적인 추상화 집합을 표현함으로써 백엔드 과학 컴퓨팅 라이브러리임에도 불구하고 신경망을 구성하기 쉽게 만들어준다. 마이크로소프트 또한 CNTK 백엔드를 케라스에 추가하는 작업을 수행하고 있으며 기능은 현재 CNTK 2.0과 더불어 베타 릴리스 단계에 있다.